# 84消毒液
84消毒液是北京市第一传染病院（现北京地坛医院）于1984年研制的一种消毒液，最早应用于杀灭各类肝炎病毒，并能迅速起效；后来也被用于各种场合的消毒。经北京市卫生局组织专家鉴定，授予该院应用成果二等奖，定名“84肝炎洗消液”，后更名“84消毒液”。

## 使用
84消毒液常用于医院消毒以及家庭中消毒，不应该使用于衣物及入口食品。具有腐蚀性与漂白性，使用时需稀释。

## 制备
84消毒液可通过以下反应制取其有效成分次氯酸钠：
2 NaCl + 2 H2O = Cl2 ↑ + H2 ↑ + 2 NaOH（电解）
Cl2 + 2 NaOH → NaClO + NaCl + H2O

## 注意事项
84消毒液与洁厕灵（含有盐酸）混用会发生反应，生成有毒的氯气：
NaClO + 2HCl(aq) → NaCl + H2O + Cl2↑
所以84消毒液不宜与含盐酸的清洁剂一起使用。
84消毒液中的次氯酸钠有强氧化性（漂白性），有色衣物等物品应慎用。